# Bezzia mollis
Bezzia mollis är en tvåvingeart som beskrevs av Oskar Augustus Johannsen 1931. Bezzia mollis ingår i släktet Bezzia och familjen svidknott. Inga underarter finns listade i Catalogue of Life.